# Talaigua Nuevo
Talaigua Nuevo är en kommun i Colombia.   Den ligger i departementet Bolívar, i den norra delen av landet, 500 km norr om huvudstaden Bogotá. Antalet invånare är 11 086. Talaigua Nuevo ligger vid sjön Ciénaga Los Bagres.